# Topile, Iași
Topile este un sat în comuna Valea Seacă din județul Iași, Moldova, România.
Se află la o altitudine de 283 m deasupra nivelului mării. Populația este de 1.862 locuitori, determinată în 1 decembrie 2021, prin recensământ, chestionar, Recesământul Populației și Locuințelor 2021.
Numele satului vine de la topitoria ce se afla acum zeci de ani în această locație.